# Station Zandbergen
Station Zandbergen is een spoorwegstation langs spoorlijn 90 (Jurbeke - Aat - Denderleeuw) in Zandbergen, een deelgemeente van de stad Geraardsbergen. Het is een station zonder loketten.
Het dorp Zandbergen, dat aan de andere kant van de Dender ligt, bevindt zich op ongeveer een kilometer van het station. Rondom het station is een kern ontstaan die 'Bullegem' wordt genoemd. Het station van Appelterre is amper 1,2 kilometer verwijderd.

## Stationsgebouw
In 1852 werd de Société anonyme du chemin de fer de Dendre-et-Waes et de Bruxelles vers Gand, par Alost opgericht die als doel had de steenkool uit de Borinage via Geraardsbergen en Aalst naar onder meer Gent en Nederland te brengen. De maatschappij legde in dat kader een reeks spoorlijnen aan: als eerste kwam in 1853 een spoorlijn tussen Aalst en Dendermonde in gebruik die rond 1855 verlengd werd naar Geraardsbergen en later dat jaar nog verder naar Aat. In 1856 kwamen uiteindelijk de secties Dendermonde-Lokeren, Aalst-Schellebelle en Brussel-Denderleeuw (via Ternat) gereed. Voor het ontwerp van de stations werd de beroemde architect Jean-Pierre Cluysenaar aangesproken.
De stationsontwerpen van Cluysenaar kunnen in drie categorieën verdeeld worden: als eerste waren er de stadsstations, vervolgens de iets kleinere plattelandsstations en verder was er nog de kleinste categorie: de haltes. Hoewel deze onderverdeling doet uitschijnen alsof het allen standaardontwerpen betreft dient opgemerkt te worden dat geen van Cluysenaar's stations identiek waren. Zijn handelsmerk was binnen een bepaalde standaard zo veel mogelijk de diversifiëren.
Te Zandbergen ontwierp Cluysenaar een kleurrijk, symmetrisch gebouw (onder zadeldak) van de laagste categorie (Zandbergen was ten tijde van de gereedkoming van de spoorlijn immers een onooglijk dorpje). Van de in totaal 13 traveeën zijn er 5 hoger opgetrokken met een dominerende torenvormige risaliet. Het middengedeelte heeft op de begane grond een overdekte doorgang met links en rechts een pergola. Eveneens kenmerkend zijn de gekleurde dakpannen en het fraai gebeeldhouwde houtwerk. Qua materiaal is onder meer Boomse papensteen en blauwe hardsteen uit Zinnik gebruikt. Het grondplan is vergelijkbaar men de andere haltes ontworpen door Cluysenaar: er is een opsplitsing gemaakt tussen de privéruimte voor de stationschef en een openbaar gedeelte met onder meer de lokethal en een wachtzaal (welke gedeeld moest worden tussen de passagiers van 1e, 2e en 3e klasse). Het station is duidelijk naar het perron toe gericht getuige de veel minder indrukwekkende voorzijde van het gebouw.
In de loop der jaren is het station verschillende keren verbouwd, vaak ging men hierbij nogal rigoureus te werk en met weinig esthetische toevoeging. De grootste wijzigingen gebeurden in het begin van de 20e eeuw toen men beide vleugels verlengde, tezelfdertijd werd tevens de vooruitspringende middenpartij dichtgemaakt. Ook moeten rond die periode de kenmerkende pergola's verdwenen zijn. Later zijn nog meer oorspronkelijke, door Cluysenaar aangebrachte details zoals bijvoorbeeld de gekleurde dakpannen gesneuveld.
Aan het einde van de 20e eeuw geraakte het gebouw meer en meer in verval. Deze evolutie versterkte nog toen op 23 mei 1993 de loketten definitief gesloten werden en sindsdien het gebouw aldus leeg staat. Nadien leed het station hevig onder vandalisme, even diende het zelfs als kraakpand. Hoewel sinds 1991 present op de monumentenlijst zag de NMBS een restauratie niet zitten. Medio de jaren 90 van de 20e eeuw werden op het gelijkvloerse alle ramen verwijderd en afgedekt met houten panelen. Ook bracht men een houten balustrade aan omdat het gebouw inmiddels een gevaar vormde voor de reizigers van het station.
Op 8 januari 2002 gaf de gemeenteraad van Geraardsbergen haar principiële goedkeuring om het stationsgebouw van Zandbergen aan te kopen (schattingsprijs 41.026,38 euro). Het stadsbestuur wilde van het stationsgebouw een toeristisch-cultureel ontmoetingscentrum maken. Uiteindelijk ging de aankoop niet door wegens onenigheid over de aankoopprijs. Later heeft ook onder meer het Davidsfonds een poging gedaan het gebouw te redden, maar ook zonder succes. In 2005 werd het station van Zandbergen verkocht aan een particulier. De huidige eigenaar heeft de intentie het gebouw te renoveren maar wacht op de toekenning van subsidies.

## Stationscomplex
Zandbergen is gelegen net naast een overweg. Opvallend is de aanwezigheid van een oud baanwachtershuisje. Net als het stationsgebouw is het niet in opperbeste staat en leegstaand. De NMBS heeft het te koop gesteld. Hoewel het baanwachtershuisje niet op de monumentenlijst staat geniet het toch enige bescherming daar de stationsomgeving volledig geklasseerd is als 'dorpsgezicht'.
Er zijn in totaal 2 perrons die vrijwel geheel onverhard zijn en bedekt met los grind. In 2004 dreigde de burgemeester van Geraardsbergen het station om veiligheidsredenen te sluiten omdat de grindlaag zo dik was dat reizigers er nogal diep in wegzakten. Anno 2009 is de toestand verbeterd. Beide perrons zijn nog op de oude lagere standaardhoogte (minder dan 28 centimeter boven het spoor) wat instappen op bepaalde treintypes bemoeilijkt. In 2011 werden de perrons vernieuwd en volledig verhard. Hierbij zijn ze ook naar de nieuwe standaardhoogte van 76 centimeter gebracht, wat het in- en uitstappen vergemakkelijkt. Er zijn in totaal 6 schuilhuisjes van het nieuwe type ("Mechelen") aanwezig. Zij zijn uit duurzaam en transparant materiaal vervaardigd en bieden voldoende bescherming tegen gure weersomstandigheden. Wel is er in de wachthuisjes geen zitgelegenheid noch verlichting. Verder kan men op de perrons een standaard, driedelig bankje terugvinden, echter in weer in wind.
Aan de voorzijde van het stationsgebouw verscheen, na aandringen van het Raadgevend Comité van de Gebruikers bij de NMBS-Groep, in 2004 een nieuwe fietsenstalling. In 2006 werd er ook een afdak boven geplaatst. Voordien was men aangewezen op de houten balustrade om de fiets te stallen. Vroeger kon vanop perron 2 de parking en fietsenstalling bereikt worden via een poortje, wegens de precaire toestand van het stationsgebouw is dit echter afgesloten waardoor de reizigers niet veel andere keuze hebben dan over straat te lopen.

## Galerij

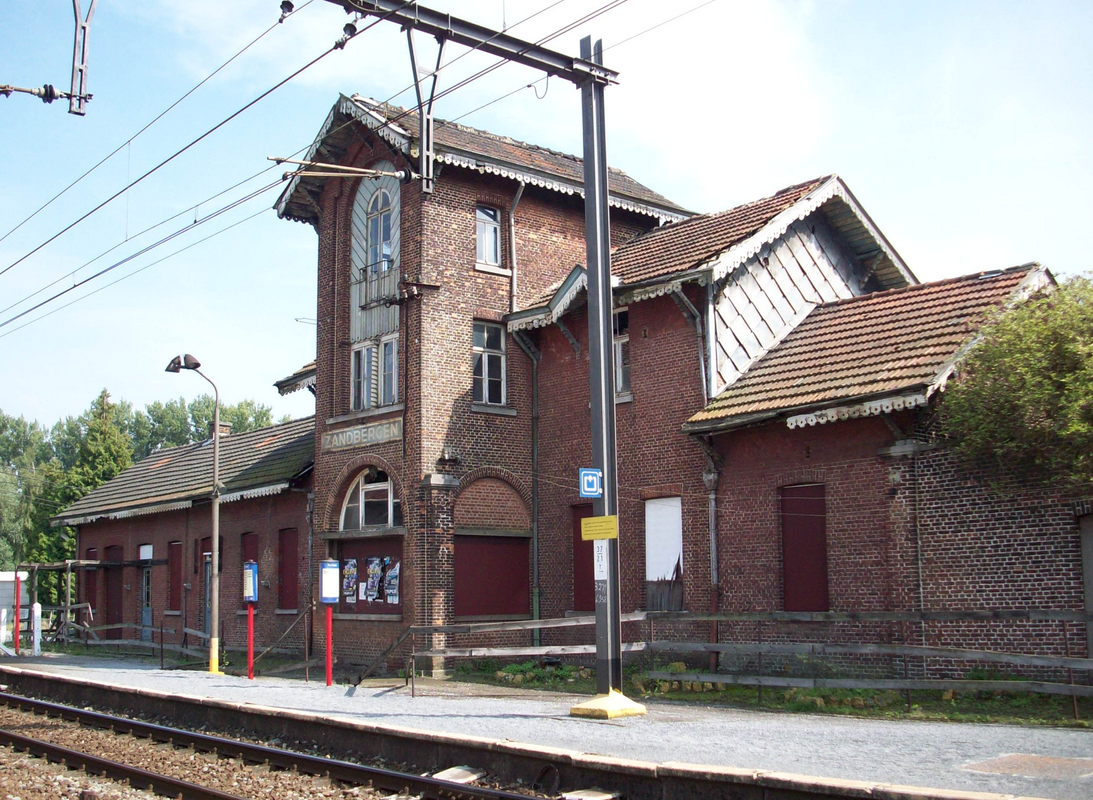
Het station in 2009
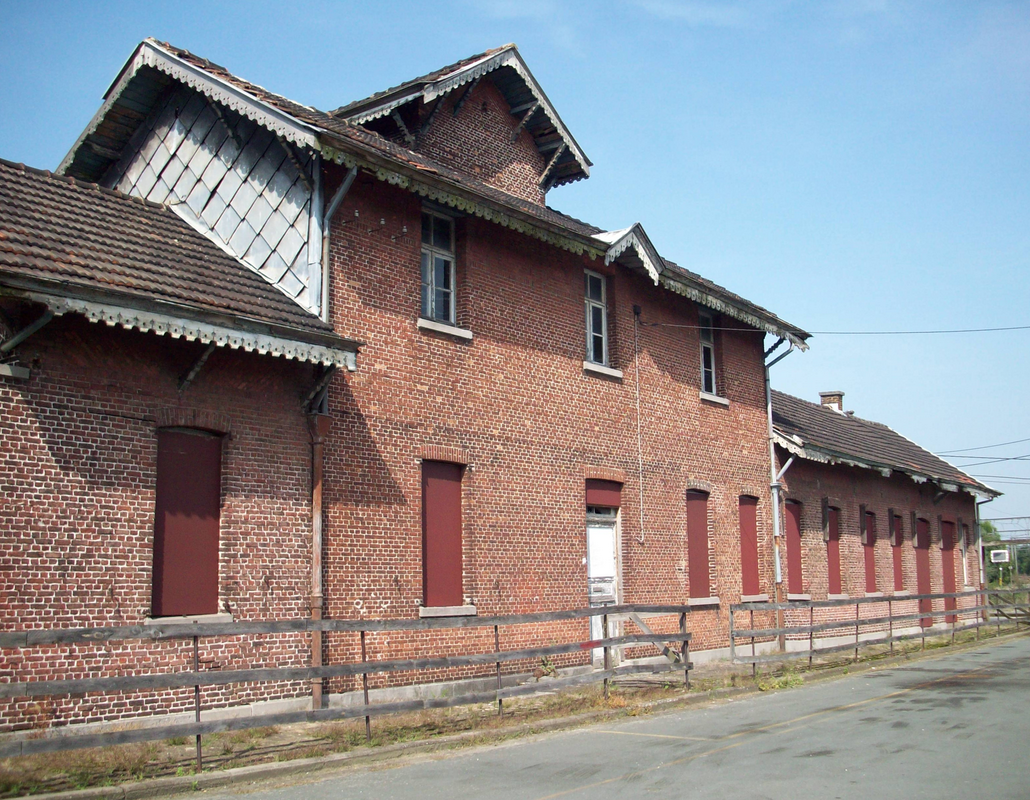
Voorzijde stationsgebouw
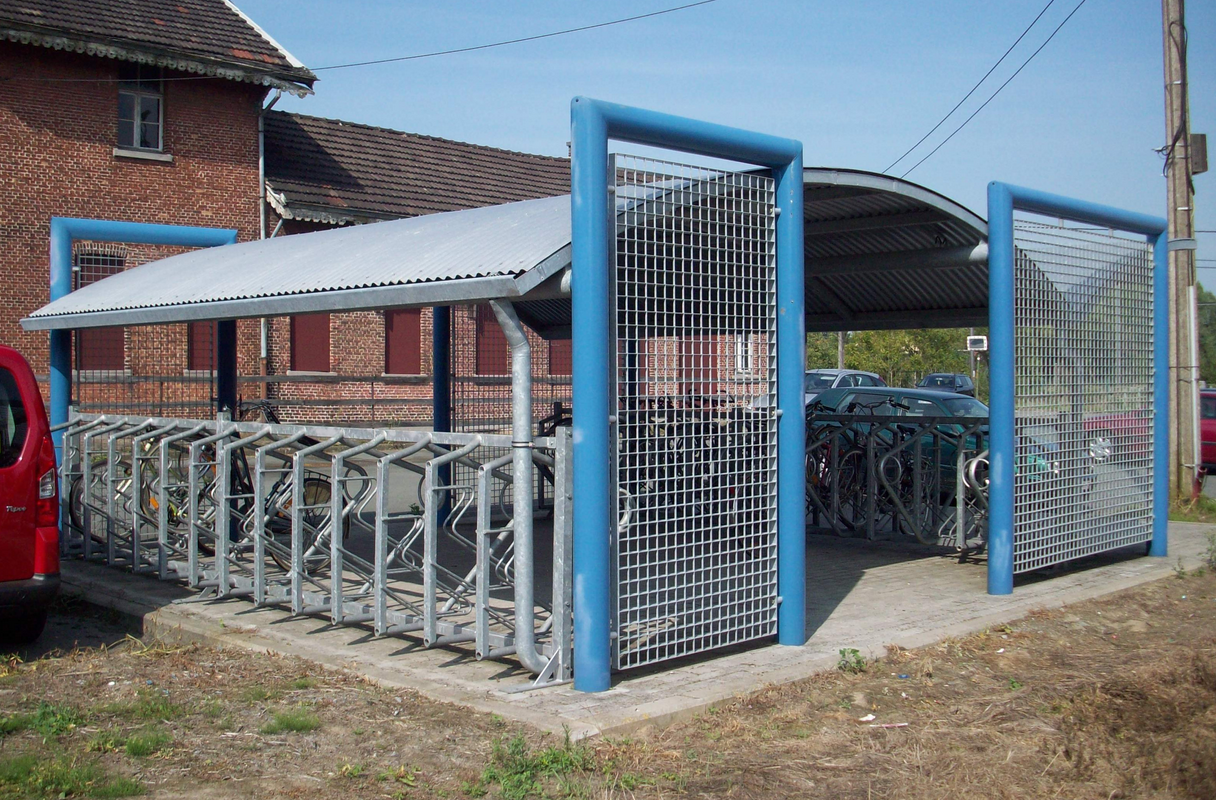
Fietsenstalling
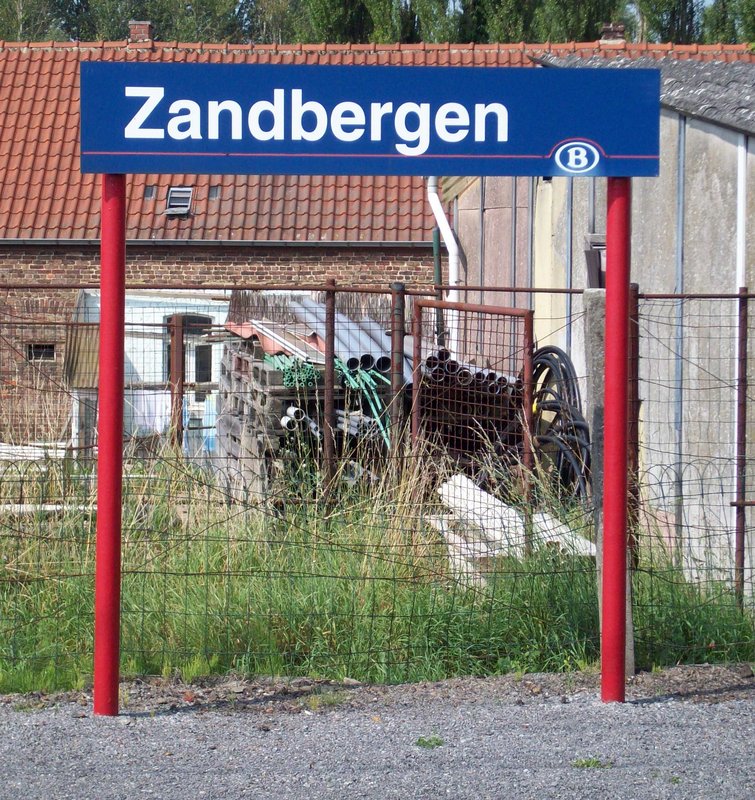
Naambord station Zandbergen
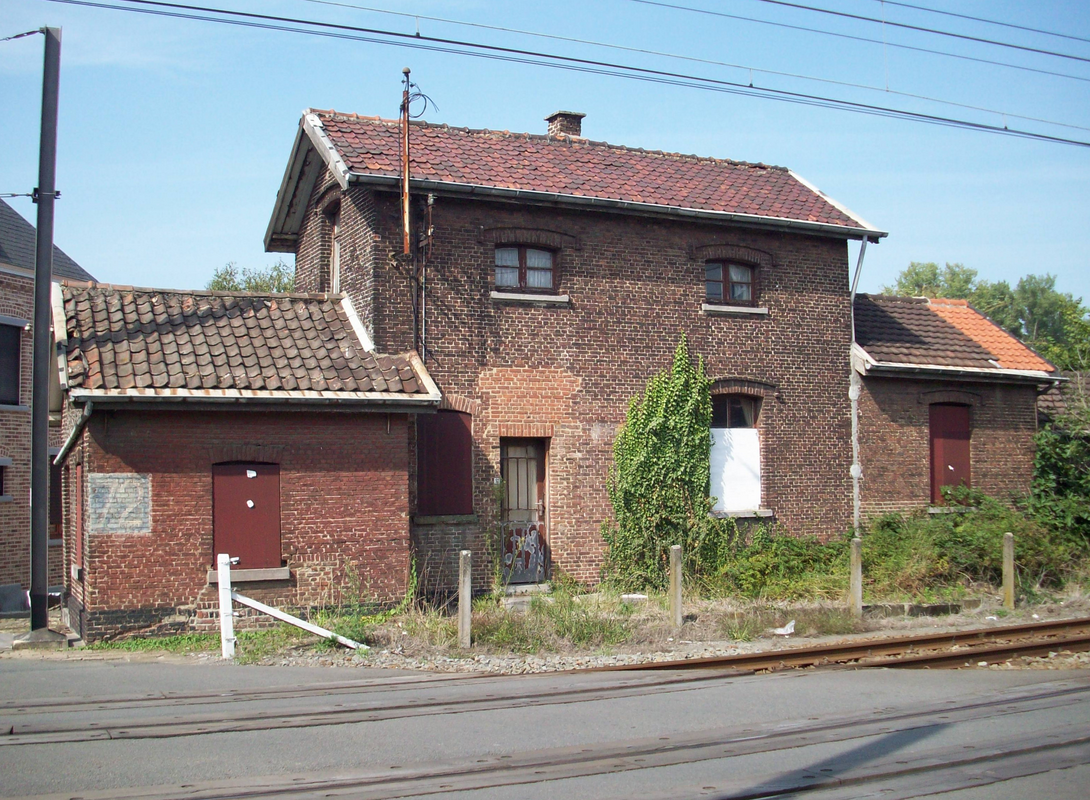
Baanwachtershuisje aan de andere kant van de overweg
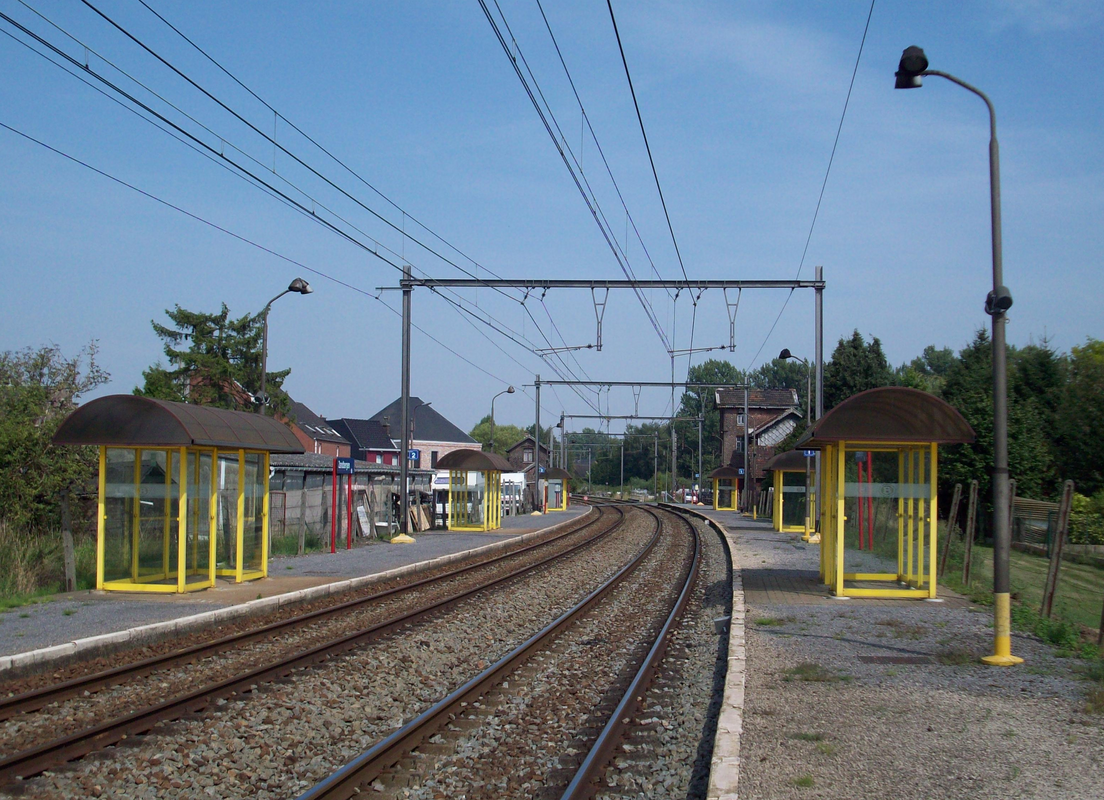
Zicht op het stationscomplex
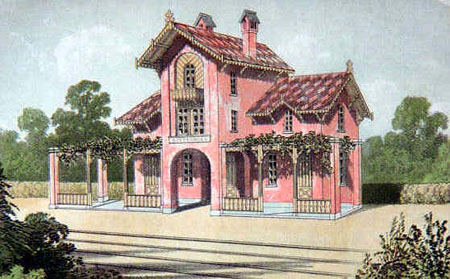
Concepttekening van station Zandbergen door Jean-Pierre Cluysenaar

## Treindienst
| Serie       | Treinsoort          | Route                                                         | Bijzonderheden                                                        |
| ----------- | ------------------- | ------------------------------------------------------------- | --------------------------------------------------------------------- |
| S 6         | GEN (NMBS)          | Zottegem – Denderleeuw – Zandbergen – Geraardsbergen          | Rijdt alleen op werkdagen. Tijdens de spits een rit vanaf Oudenaarde. |
| P 7970/8970 | Piekuurtrein (NMBS) | Geraardsbergen – Zandbergen – Denderleeuw – Gent-Sint-Pieters | Rijdt alleen op werkdagen.                                            |

## Reizigerstellingen
De grafiek en tabel geven het gemiddeld aantal instappende reizigers weer op een week-, zater- en zondag.
| Tabel: aantal instappende reizigers station Zandbergen | Tabel: aantal instappende reizigers station Zandbergen | Tabel: aantal instappende reizigers station Zandbergen | Tabel: aantal instappende reizigers station Zandbergen |
|                                                        | Weekdag                                                | Zaterdag                                               | Zondag                                                 |
| ------------------------------------------------------ | ------------------------------------------------------ | ------------------------------------------------------ | ------------------------------------------------------ |
| 1977                                                   | 518                                                    | 80                                                     | 53                                                     |
| 1978                                                   | 557                                                    | 87                                                     | 54                                                     |
| 1979                                                   | 531                                                    | 87                                                     | 50                                                     |
| 1980                                                   | 448                                                    | 61                                                     | 50                                                     |
| 1981                                                   | 488                                                    | 72                                                     | 62                                                     |
| 1982                                                   | 499                                                    | 54                                                     | 66                                                     |
| 1983                                                   | 392                                                    | 56                                                     | 46                                                     |
| 1984                                                   | 402                                                    | 47                                                     | 55                                                     |
| 1985                                                   | 419                                                    | 62                                                     | 34                                                     |
| 1986                                                   | 418                                                    | 48                                                     | 28                                                     |
| 1987                                                   | 392                                                    | 63                                                     | 36                                                     |
| 1988                                                   | 401                                                    | 48                                                     | 48                                                     |
| 1989                                                   | 377                                                    | 44                                                     | 48                                                     |
| 1990                                                   | 395                                                    | 54                                                     | 43                                                     |
| 1991                                                   | 379                                                    | 43                                                     | 39                                                     |
| 1992                                                   | 347                                                    | 49                                                     | 36                                                     |
| 1993                                                   | 278                                                    | 53                                                     | 41                                                     |
| 1994                                                   | 270                                                    | 43                                                     | 59                                                     |
| 1995                                                   | 252                                                    | 78                                                     | 55                                                     |
| 1996                                                   | 279                                                    | 120                                                    | 169                                                    |
| 1997                                                   | 321                                                    | 38                                                     | 32                                                     |
| 1998                                                   | 295                                                    | 48                                                     | 38                                                     |
| 1999                                                   | 189                                                    | 39                                                     | 42                                                     |
| 2000                                                   | 227                                                    | 54                                                     | 34                                                     |
| 2001                                                   | 221                                                    | 36                                                     | 23                                                     |
| 2002                                                   | 187                                                    | 24                                                     | 28                                                     |
| 2003                                                   | 193                                                    | 41                                                     | 28                                                     |
| 2004                                                   | 215                                                    | 38                                                     | 28                                                     |
| 2005                                                   | 192                                                    | 34                                                     | 30                                                     |
| 2006                                                   | 223                                                    | 38                                                     | 25                                                     |
| 2007                                                   | 196                                                    | 42                                                     | 20                                                     |
| 2008                                                   | -                                                      | -                                                      | -                                                      |
| 2009                                                   | 156                                                    | 55                                                     | 46                                                     |
| 2010                                                   | -                                                      | -                                                      | -                                                      |
| 2011                                                   | -                                                      | -                                                      | -                                                      |
| 2012                                                   | 170                                                    | 40                                                     | 34                                                     |
| 2013                                                   | 192                                                    | 39                                                     | 31                                                     |
| 2014                                                   | 183                                                    | 15                                                     | 15                                                     |
| 2015                                                   | 163                                                    | 48                                                     | 22                                                     |
| 2016                                                   | 213                                                    | 43                                                     | 21                                                     |
| 2017                                                   | 185                                                    | 40                                                     | 48                                                     |
| 2018                                                   | 208                                                    | 51                                                     | 42                                                     |
| 2019                                                   | 193                                                    | 55                                                     | 42                                                     |
| 2020                                                   | 144                                                    | 39                                                     | 34                                                     |
| 2021                                                   | -                                                      | -                                                      | -                                                      |
| 2022                                                   | 230                                                    | 84                                                     | 63                                                     |
| 2023                                                   | 246                                                    | 46                                                     | 55                                                     |
| 2024                                                   | 256                                                    | 80                                                     | 78                                                     |

0,0: Denderleeuw ·
1,9: Iddergem ·
4,4: Okegem ·
7,5: Ninove ·
10,2: Eichem ·
12,1: Appelterre ·
13,4: Zandbergen ·
16,1: Idegem ·
17,8: Schendelbeke ·
21,7: Geraardsbergen ·
23,2: Overboelare ·
26,3: Acren · 
28,7: Lessen ·
29,8: Houraing ·
31,8: Papignies ·
33,5: La Cavée ·
35,4: Rebaix ·
39,9: Aat ·
42,1: Maffle ·
45,0: Mévergnies-Attre ·
46,5: Brugelette ·
48,3: Cambron-Casteau ·
52,1: Lens ·
55,6: Jurbeke ·
58,0: Erbisœul ·
66,7: Baudour ·
71,8: Saint-Ghislain